# Storia della nazionale di calcio del Brasile
Questa pagina tratta la storia della nazionale di calcio del Brasile.
La nazionale verdeoro, come si usa chiamarla in Italia, è una delle nazionali di calcio più titolate del mondo nonché quella più titolata nel campionato del mondo, vinto per 5 volte (1958, 1962, 1970, 1994 e 2002). Per questa ragione i giocatori del Brasile sono soprannominati Pentacampeões ("pentacampioni"). 
Unica nazionale ad aver partecipato a tutte le 21 edizioni del mondiale, in bacheca annovera anche 9 Coppe America e 4 Confederations Cup (primato). Vanta la disputa di sette finali del campionato del mondo e undici piazzamenti complessivi nei primi quattro posti della competizione in ventuno partecipazioni (solo la nazionale tedesca ha fatto meglio, con tredici piazzamenti complessivi nei primi quattro posti in diciannove partecipazioni).
Nel ranking mondiale della FIFA, istituito nell'agosto 1993, ha più volte occupato la prima posizione.

## Esordi (1914-1930)

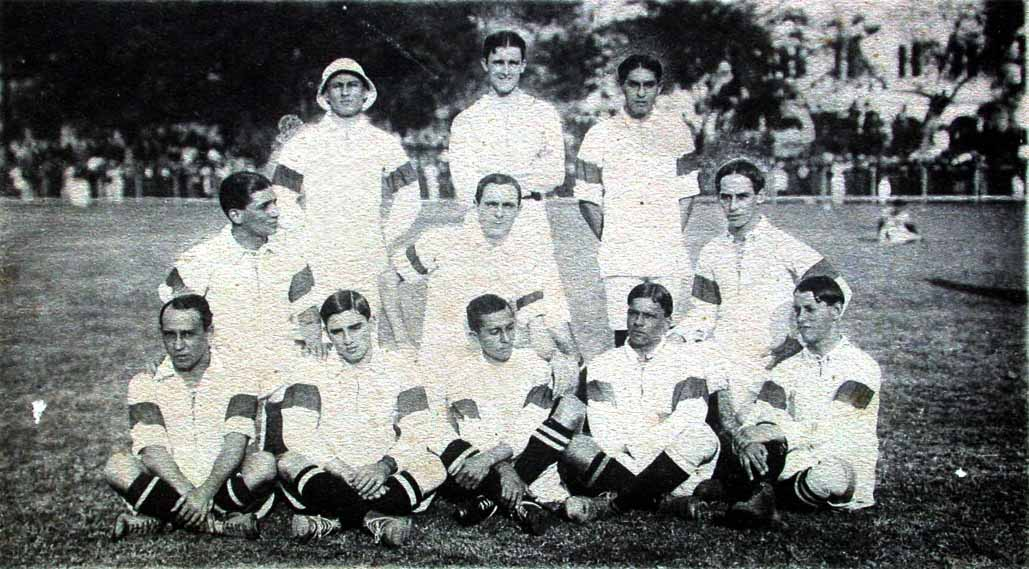
La formazione del Brasile prima dell'amichevole con l' nel 1914

La nazionale brasiliana nacque nel 1914 e giocò la sua prima partita contro la squadra inglese dell'Exeter City allo stadio das Laranjeiras di Rio de Janeiro, sede degli incontri del Fluminense. I verdeoro vinsero per 2-0 con reti di Oswaldo Gomes e Osman, anche se secondo altre fonti la partita terminò con il risultato di 3-3. La prima formazione del Brasile era la seguente: Nélson I, Pennaforte, Alemão, Mica, Nesi, Dino I, Paschoal, Torteroli, Nilo, Coelho, Amaro. La squadra disputò poi varie amichevoli, con l'Argentina (perdendo per 3-0), con il Cile (la prima nel 1916) e con l'Uruguay (la prima il 12 luglio 1916).
La selezione brasiliana dovette attendere il 1928 per giocare contro squadre europee, il Motherwell, compagine scozzese sconfitta per 5-0 il 24 giugno, e gli ungheresi del Ferencváros. Guidata dal prolifico attaccante Arthur Friedenreich, la Seleçao vinse poi il campionato sudamericano del 1919 e del 1922.

## Prime apparizioni al campionato del mondo (1930-1949)
Le prime apparizioni al campionato del mondo, tuttavia, non ebbero successo, in parte a causa delle lotte interne al calcio brasiliano circa il professionismo, che resero la confederazione calcio brasiliana incapace di schierare squadre con i migliori giocatori. In particolare le dispute tra le federazioni degli stati di San Paolo e Rio de Janeiro fecero sì che le squadre fossero composte solo da giocatori provenienti da una sola delle suddette federazioni. Nel 1930, in Uruguay, e nel 1934, in Italia, il Brasile venne eliminato al primo turno dal mondiale. Nel primo caso batté la Bolivia e perse contro la Jugoslavia; nel secondo caso perse contro la Spagna. Nel 1938, in Francia, ottenne, però, un importante terzo posto, con Leônidas capocannoniere, con 7 reti. Durante il campionato del mondo del 1938 il Brasile, unica squadra sudamericana a partecipare alla competizione, incontrò l'Italia in semifinale e fu sconfitto per 2-1 dagli italiani futuri campioni del mondo, con conseguente eliminazione dal torneo.
La fine del decennio seguente vide la squadra ottenere la vittoria al campionato sudamericano del 1949.

## IlMaracanazoe gli anni d'oro con Pelé (1958-1970)

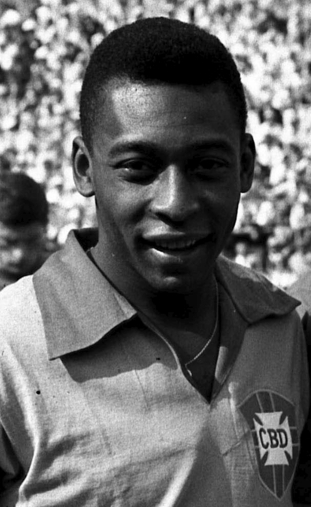
Pelé, stella della nazionale brasiliana negli anni 1960 e 1970

Nel 1950 il Brasile ospitò per la prima volta il mondiale, prima edizione del torneo a svolgersi dopo la seconda guerra mondiale. Questa edizione ebbe la particolarità di essere l'unica a non prevedere una finale secca, ma un girone finale composto da quattro squadre; tuttavia, l'incontro decisivo per l'assegnazione del titolo vide di fronte Brasile e Uruguay e pertanto venne quasi unanimemente considerata la "finale". La partita si disputò allo stadio Maracanã di Rio de Janeiro davanti a duecentomila spettatori: al Brasile sarebbe bastato un pareggio per laurearsi campione, ma dopo essere passato in vantaggio per 1-0, non accontentandosi del gol di scarto, continuò ad attaccare e incassò così prima il pareggio di Schiaffino e poi il definitivo gol del 2-1 di Ghiggia. A causa della disfatta, all'incontro fu dato il nome di Maracanazo (in portoghese Maracanaço) e in Brasile furono proclamati tre giorni di lutto nazionale.
Ai campionato mondiale del 1954, disputatosi in Svizzera, la nazionale brasiliana fu completamente rinnovata, ma, nonostante potesse contare su campioni quali Nílton Santos, Djalma Santos, Julinho e Didi, non andò molto lontano: fu infatti eliminata ai quarti di finale dalla favorita Ungheria, che vinse per 4-2 una delle più violente partite della storia del calcio, che sarebbe poi diventata famosa con il nome di battaglia di Berna.
Nel 1958 il Brasile vinse per la prima volta il titolo mondiale battendo in finale i padroni di casa della Svezia per 5-2, diventando la prima nazionale a vincere un mondiale fuori dai confini continentali (l'impresa sarebbe poi stata ripetuta nel 2002 in Asia). Da notare, in questa edizione, l'affacciarsi sulla scena del calcio internazionale di Pelé, che da lì a poco sarebbe diventato secondo molti il miglior calciatore della storia, all'epoca appena diciassettenne e autore, proprio nella finale, di un gol ritenuto fra i più belli di sempre.
Nel 1962, in Cile, il Brasile bissò il successo di quattro anni prima, vincendo nuovamente il titolo grazie alla vittoria sui padroni di casa in semifinale e al successo per 3-1 sulla Cecoslovacchia in finale. Garrincha fu il protagonista del torneo, in particolar modo dopo l'infortunio subito da Pelé nel secondo incontro della competizione, che costrinse o Rey a saltare le restanti partite.
Dopo il campionato del mondo svoltosi in Inghilterra nel 1966, dove i verdeoro furono eliminati al primo turno, il Brasile vinse la sua terza Coppa del mondo in Messico nel 1970 battendo in finale l'Italia per 4-1 e presentandosi al torneo iridato con quella che viene considerata la migliore squadra nazionale di tutti i tempi; Pelé, alla sua ultima finale mondiale, Carlos Alberto, Jairzinho, Tostão, Gérson e Rivelino. Con questo successo si aggiudicò la Coppa Rimet per la terza volta e poté quindi detenerla a titolo definitivo secondo quanto previsto dal regolamento FIFA allora vigente. Il trofeo sarà poi rubato e non più ritrovato.

## Anni di digiuno (1974-1994)

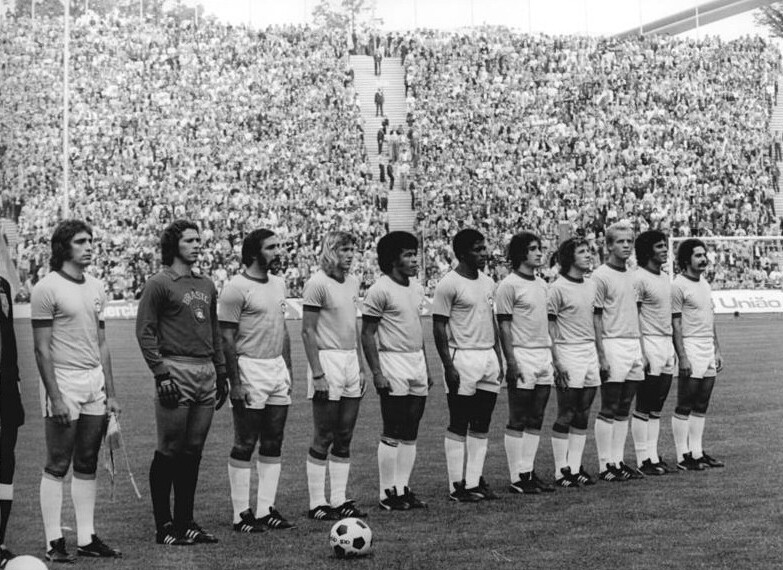
Una formazione brasiliana al

Ai mondiali del 1974 la nazionale verdeoro inizia la competizione con uno 0-0 con la Jugoslavia e il medesimo risultato viene ottenuto con la Scozia. Batte poi lo Zaire per 3-0 e conclude così il girone con le due squadre con cui aveva pareggiato a quattro punti. In virtù di una differenza reti migliore degli scozzesi (3-2) arriva seconda e si qualifica alla seconda fase a gironi. Qui batte per 1-0 la Germania Est e per 2-1 l'Argentina e va a giocarsi l'accesso alla finale con i Paesi Bassi con i quali era a pari punti (4). Viene però sconfitta per 2-0 e deve accontentarsi della finalina per il terzo e quarto posto dove sarà battuta dalla sorprendente Polonia per 1-0.
L'edizione del 1978 fu decisamente controversa. Nella seconda fase il Brasile si contendeva con l'Argentina padrona di casa il primo posto nel girone che avrebbe garantito l'accesso alla finale. Nell'ultima partita di questa fase, il Brasile batté la Polonia 3-1 andando in vetta con una differenza reti di +5. L'Argentina aveva una differenza reti di +2, ma nella loro ultima partita del girone sconfissero il Perù per 6-0 qualificandosi per la finale. Notevoli sospetti gravarono sul portiere peruviano Ramón Quiroga, di origini argentine, reo secondo alcune voci di avere lasciato segnare l'Argentina senza opporre la dovuta resistenza, ma entrambe le rappresentative smentirono le ipotesi di possibili complotti. Il Brasile non poté quindi prendere parte alla finale nonostante fosse l'unica squadra imbattuta del torneo.
Al Mondiale 1982 i verdeoro arrivarono in modo autorevole, vincendo tutte e quattro le partite del gironcino sudamericano con Venezuela e Bolivia. In Spagna destarono un'ottima impressione, esprimendo un gioco pregevole con talenti come Zico, Falcão, Eder e Sócrates, che formavano una delle squadre più forti della storia. Il CT Telê Santana, infatti, riuscì a far esprimere al meglio i suoi campioni con un impianto di gioco iperoffensivo. I sudamericani superarono agevolmente la prima fase a gironi, sconfiggendo in rimonta Unione Sovietica (2-1) e Scozia (4-1) e travolgendo la Nuova Zelanda (4-0 con tutti i titolari in campo, nonostante la qualificazione fosse già stata ottenuta). Nel secondo turno furono inseriti in un girone di ferro con Argentina e Italia. Nella prima partita sconfissero per 3-1 i campioni del mondo in carica dell'Argentina, reduci dalla sconfitta (1-2) contro gli italiani, e li estromisero dal torneo. A quel punto, in virtù di una differenza reti favorevole, ai verdeoro sarebbe stato sufficiente un pareggio per accedere alla semifinale. Contro l'Italia, però, il Brasile uscì battuto, dopo una brillante partita giocata da entrambe le squadre. Paolo Rossi segnò una tripletta che affossò i favoriti brasiliani. Ancora una volta si mise in luce la vocazione all'attacco dei brasiliani che, malgrado bastasse un pareggio, continuarono ad attaccare sul risultato di 2-2, consentendo così all'Italia, poi vincitrice della coppa, di trovare varchi e segnare il definitivo 3-2.
Nell'edizione iridata del 1986 i verdeoro sconfissero al primo turno la Spagna per 1-0, l'Algeria con il medesimo punteggio e l'Irlanda del Nord per 3-0 chiudendo così primi il raggruppamento. Negli ottavi liquidarono per 4-0 la Polonia andando così ad incontrare nei quarti la Francia. Qui la partita terminò sull'1-1 con goal prima di Careca e poi di Michel Platini e con il portiere francese, Bats, che parò un rigore a Zico. Ai rigori s'imposero i francesi per 4-3 e il Brasile venne così eliminato.
Ai Mondiali 1990 il Brasile di Sebastião Lazaroni adottò un calcio volto più al contenimento che all'attacco, ma riuscì a superare il primo turno. Agli ottavi di finale contro l'Argentina ebbe alcune buone occasioni da gol, ma perse per 1-0. Alcune critiche fecero da contorno a questa eliminazione, le più accese delle quali accusavano il CT di non avere espresso un gioco degno della scuola brasiliana, con troppa tattica e poca fantasia.
Il Brasile passò nelle mani di Paulo Roberto Falcão, che lo guidò al secondo posto nella Copa América 1991 giocata in Cile. Dopo aver superato con il secondo posto il girone a cinque squadre, i verdeoro si classificarono dietro l'Argentina nel girone finale.
Fu quindi la volta di Carlos Alberto Parreira. Nel giugno 1993 il Brasile disputò la Copa América in Ecuador, dove fu eliminato ai quarti di finale ancora dall'Argentina, questa volta per 6-5 dopo i rigori. In un match l'allenatore lasciò Romário, stella del Barcellona, in panchina e il giocatore reagì affermando che se avesse saputo dell'esclusione sarebbe rimasto in Spagna. Parreira rispose allontanandolo dalla nazionale.

## Ritorno ai vertici (1994-2002)

### Mondiale 1994
Solo nel 1994, ventiquattro anni dopo la sua terza vittoria ai mondiali, il Brasile riuscì a vincere un altro titolo. Eppure la qualificazione per il Mondiale statunitense fu ottenuta non senza patemi. Dopo il pareggio a reti bianche contro l'Ecuador, il 25 luglio 1993 a La Paz i verdeoro persero la prima partita di qualificazione mondiale della loro storia, contro la Bolivia. Malgrado le pressioni di giornalisti e tifosi, Parreira continuò a lasciare Romário ai margini della nazionale per sette partite, salvo ricredersi prima dell'ultimo decisivo incontro con l'Uruguay. Fu proprio Romário a siglare la doppietta che consentì ai verdeoro di vincere il match (2-0) e di qualificarsi per gli Stati Uniti grazie al primo posto nel girone CONMEBOL da cinque squadre.
La filosofia calcistica di Parreira, tacciato dai puristi di difensivismo, prevedeva una solida linea difensiva e, in seconda battuta, una fase offensiva capace di realizzare la mole di gioco prodotta dalla squadra. In porta il CT diede subito fiducia a Cláudio Taffarel, mentre in difesa la gestazione della linea titolare fu più sofferta. Inizialmente la difesa rimase sostanzialmente la stessa del campionato del mondo 1990, con Jorginho, Carlos Mozer, Ricardo Gomes, Ricardo Rocha e Leonardo titolare al posto di Branco. Mozer, però, dovette rinunciare all'attività agonistica per problemi cardiaci e Ricardo Gomes subì un serio infortunio prima della rassegna iridata. Ricardo Rocha rimase in squadra, ma fu costretto alla panchina per problemi fisici. Al loro posto Parreira puntò su Aldair e Márcio Santos, che si dimostrarono una coppia di centrali altamente affidabile. In mezzo al campo il capitano Dunga, affiancato da Mauro Silva, faceva della grande corsa e del sacrificio le sue armi migliori, sopperendo così al talento non eccelso e incarnando alla perfezione lo spirito operaio della squadra di Parreira. Era, quella, una formazione solida e tatticamente molto organizzata, che si affidava all'estro di Mazinho, preferito dopo alcune partite ad uno spento Raí, e ai gol dell'affiatata coppia Romário-Bebeto. Faceva parte della rosa anche un giovane fenomeno, il diciassettenne Ronaldo, destinato ad affermarsi negli anni a venire.
Il Brasile vinse in scioltezza il proprio girone (2-0 alla Russia, 3-0 al Camerun e 1-1 contro la Svezia) e agli ottavi trovò i padroni di casa degli Stati Uniti. Leonardo fu espulso per una gomitata a pochi minuti dal fischio iniziale, ma un gol di Bebeto poco più di un quarto d'ora dalla fine sancì l'1-0 decisivo. Ai quarti i verdeoro affrontarono i Paesi Bassi e si portarono sul 2-0, ma gli avversari riuscirono a pareggiare. A fissare il punteggio sul 3-2 fu un calcio di punizione del veterano Branco, che decise quella che fu definita la più bella partita del Mondiale. In semifinale contro i brasiliani cadde la Svezia, già affrontata nel girone, ma questa volta battuta per 1-0 (gol di Romário). Nella torrida finale di Pasadena, il 17 luglio, l'avversaria dei sudamericani fu l'Italia di Arrigo Sacchi. Al termine di una partita senza troppe emozioni terminata 0-0 dopo i tempi supplementari Brasile e Italia si contesero il titolo ai calci di rigore per la prima volta nella storia di questa competizione. A spuntarla fu il Brasile dopo gli errori azzurri dal dischetto di Franco Baresi, Daniele Massaro e Roberto Baggio, il quale calciò la palla sopra la traversa.
Parreira lasciò la panchina del Brasile dopo il successo, felice per aver portato a compimento la sua missione. Il ruolo di CT fu assunto nuovamente da Mário Zagallo, ex bandiera della nazionale ed ex commissario tecnico nel 1970 nonché vice di Parreira nel 1994. Della squadra campione negli Stati Uniti Zagallo mantenne Cafu, Aldair, Dunga (ancora capitano), Leonardo e il tandem offensivo Romário-Bebeto. Leonardo, che nel frattempo aveva mostrato ottime attitudini offensive nel Milan, fu spostato dalla fascia sinistra della difesa a centrocampo. In attacco il posto da titolare accanto al ventunenne Ronaldo, reputato all'epoca il miglior giocatore del mondo, fu conteso a Bebeto da un giovane di grande talento, Denílson, apparentemente proiettato verso una radiosa carriera.
Nel 1997 il Brasile vinse la Confederations Cup e la Coppa America in Bolivia (fu questa la prima vittoria della competizione continentale fuori dai confini nazionali).

### Mondiale 1998

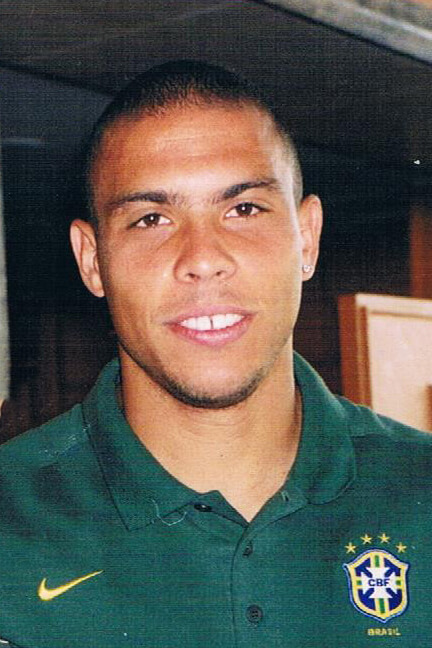
Ronaldo, protagonista del Brasile al

Qualificatisi di diritto al Mondiale 1998 in quanto campioni del mondo uscenti, i brasiliani, privi di Romário, fermato da un infortunio, vinsero il girone con Norvegia, Marocco e Scozia con due vittorie e una sconfitta nell'ultimo match contro gli scandinavi. Sconfissero poi il Cile agli ottavi, la Danimarca ai quarti e i Paesi Bassi in semifinale ai rigori (1-1 dopo 120 minuti di gioco). Allo Stade de France persero clamorosamente per 3-0 la finale contro la Francia padrona di casa. Le polemiche per il risultato molto negativo furono alimentate dal controverso utilizzo in finale della stella Ronaldo nonostante un serio problema di salute (convulsioni o, secondo voci che circolarono, una crisi di nervi) alla vigilia della finale. Ronaldo, che poche ore prima era stato sottoposto ad accertamenti in un nosocomio francese, fu inserito nella lista ufficiale da consegnare alla FIFA solo all'ultimo istante, dopo un rapido consulto medico. Celebri rimasero le parole dell'allenatore Zagallo, che disse prima e durante la finale: «Vocês vão ter que me engolir o Dunga» («Dovrete sopportare Dunga»), rievocando la sua frase «Vocês vão ter que me engolir» («Voi dovrete sopportarmi», detta in risposta alle critiche ricevute dalla stampa dopo la vittoria del Brasile nella Coppa America 1997), rispondendo alle aspre critiche ricevute prima e durante la finale della Coppa del mondo 1998.
A Zagallo subentrò Vanderlei Luxemburgo. Nel 1999 i verdeoro s'imposero nuovamente nella Coppa America, eliminando Argentina ai quarti (2-1), Messico in semifinale (2-0) e battendo per 3-0 l'Uruguay in finale, vendicando così la sconfitta contro gli uruguagi patita ai rigori nel 1995.
Il 28 marzo 2000 cominciarono le qualificazioni sudamericane per il Mondiale di Giappone e Corea del Sud in programma nel 2002. Il nuovo sistema prevedeva un unico girone che raggruppava tutte le nazionali della CONMEBOL.
Il 15 novembre 2000 la panchina del Brasile passò a Émerson Leão, che richiamò Romário e tentò di costruire attorno a lui una squadra di giovani di talento, ma con scarsa esperienza internazionale. Nell'edizione del 2001 della Copa América in Colombia i verdeoro uscirono clamorosamente ai quarti di finale, sconfitti per 2-0 dall'Honduras. Nella Confederations Cup 2001 la nazionale si piazzò quarta, buon risultato se si considera che in quella circostanza il torneo fu disputato senza le stelle che giocavano nei campionati europei, la cui convocazione fu impedita dalle resistenze delle squadre di club. Durante la gestione Leão il Brasile disputò tre partite di qualificazione ai Mondiali, con un bilancio di una vittoria (contro la Colombia), una sconfitta (contro l'Ecuador) e un pareggio (contro il Perù). L'11 giugno 2001 terminò l'era Leão, esonerato dopo la sconfitta di misura patita all'Ulsan Munsu Football Stadium contro l'Australia nella finale per il terzo posto.

### Mondiale 2002

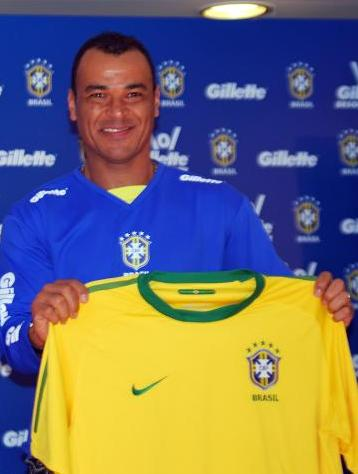
Cafu, primatista assoluto di presenze e capitano della nazionale brasiliana vincitrice del

Leão fu rimpiazzato da Luiz Felipe Scolari, detto Felipão, che esordì il 1º luglio con una sconfitta a Montevideo contro l'Uruguay (1-0) in una gara valida per le qualificazioni. Scolari portò disciplina e organizzazione tattica nell'ambiente della nazionale, sotto la sua guida il Brasile si qualificò per il Mondiale arrivando terza nel girone, con 9 vittorie, 3 pareggi e 6 sconfitte, a 13 punti dalla capolista Argentina e a un punto dall'Ecuador, secondo in graduatoria. La qualificazione fu raggiunta solo all'ultima giornata, il 14 novembre 2001 a São Luís, grazie alla vittoria per 3-0 contro il Venezuela e agli insuccessi di Paraguay e Uruguay nei loro ultimi match.
La formazione disegnata da Scolari coniugava il talento di Ronaldo, Rivaldo e del giovane astro Ronaldinho con la spinta sulle fasce di Cafu e Roberto Carlos e la concretezza di Kléberson (sostituto dell'infortunato Emerson e preferito ben presto a Juninho Paulista) e Gilberto Silva, arcigni mediani vecchio stampo. La difesa a tre composta da Edmílson, Lúcio e Roque Júnior offrì buone garanzie, così come l'erede di Taffarel, il ventottenne Marcos. Tra le riserve vi era anche il ventenne Kaká, poi affermatosi a grandi livelli nel Milan di Carlo Ancelotti.
Malgrado non avesse impressionato durante la fase di qualificazione, in Asia questa squadra si aggiudicò il suo 5º titolo mondiale. Sorteggiata in un facile girone con Turchia, Costa Rica e Cina, batté tutte e tre le avversarie, segnando 11 gol e subendone solo 3. Agli ottavi eliminò il Belgio battendolo per 2-0 e ai quarti estromise l'Inghilterra (2-1, con gol della giovane stella Ronaldinho). La semifinale contro l'ostica Turchia, già affrontata nel girone, si confermò difficile e i verdeoro prevalsero solo per 1-0 con rete di Ronaldo. Rivaldo, che aveva segnato 5 gol nelle precedenti partite, rimase a secco, non riuscendo così ad eguagliare il primato di Jairzinho, che aveva segnato in ogni incontro del Mondiale 1970. Giunto a disputare la sua terza finale consecutiva in un Mondiale, il Brasile affrontò la Germania per la prima volta nella storia del torneo e la sconfisse per 2-0 con doppietta di Ronaldo. Il capitano Cafu disputò in quell'occasione la terza finale mondiale consecutiva, stabilendo un record.

## Il nuovo millennio

### Il Parreira bis, Dunga e Menezes (2002-2012)

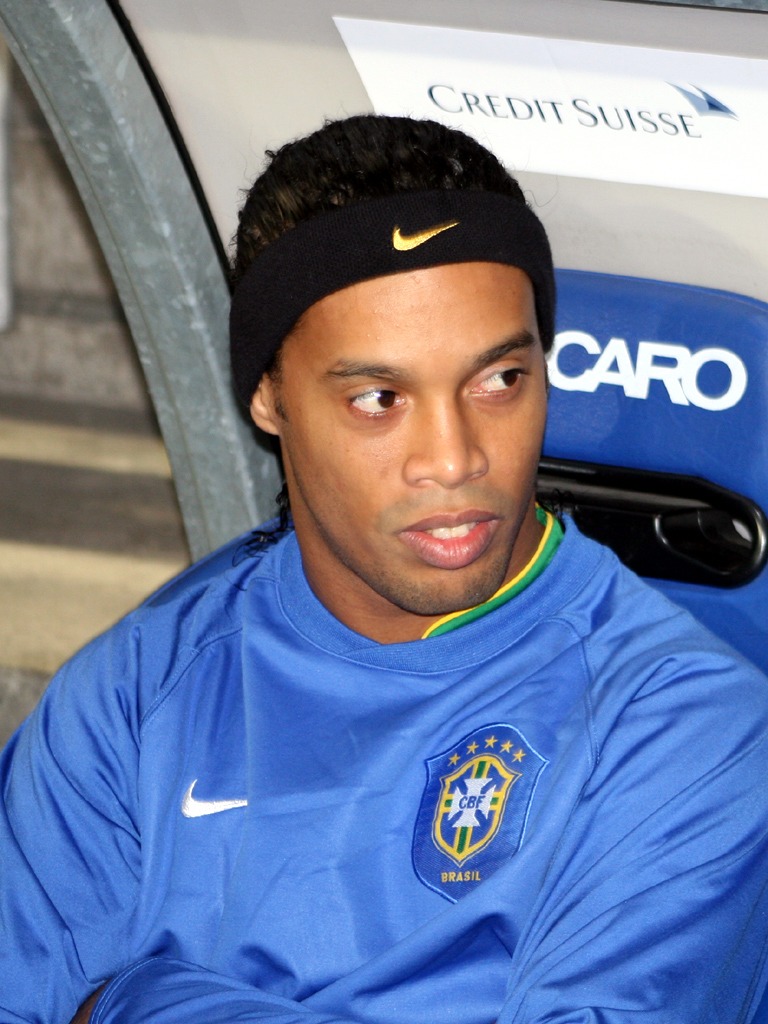
Ronaldinho, numero dieci del Brasile al

Ancora guidati da Parreira, richiamato in panchina nel gennaio 2003, nella Confederations Cup 2003, in Francia, i brasiliani delusero, uscendo già al primo turno dopo essersi classificati terzi nel girone con Camerun, Turchia e Stati Uniti. Sconfitti all'esordio dal Camerun (0-1), vinsero per 1-0 contro gli Stati Uniti e pareggiarono allo scadere (2-2) contro i turchi, che, a parità di differenza reti (0) con i verde-oro, ebbero la meglio sugli avversari e superarono il turno per aver segnato di più.
La squadra affrontò quindi le qualificazioni al campionato del mondo del 2006, a causa dell'innovazione regolamentare che riconosceva la partecipazione d'ufficio al solo paese ospitante e non più, com'era in precedenza, anche alla nazionale campione in carica. Grazie anche al contributo di astri nascenti quali Júlio César, Maicon, Robinho, Kaká, Adriano, la Seleção trionfò nella Coppa America 2004. Il torneo vide il Brasile superare il turno come seconda classificata, dopo le vittorie contro Cile (1-0) e Costa Rica (4-1) e la sconfitta contro il Paraguay (2-1), e poi eliminare agevolmente il Messico (4-0), prima di battere per 5-3 ai rigori contro l'Uruguay (1-1). In finale i verde-oro raggiunsero per due volte sul pari l'Argentina (2-2) e ai rigori misero a segno quattro tiri, mentre gli argentini fallirono i primi due tentativi e realizzarono il terzo e il quarto. Per il Brasile fu il settimo alloro nella competizione.
Un altro successo fu colto nella Confederations Cup 2005, dove il Brasile superò il girone come seconda dopo aver battuto la Grecia (3-0), perso contro il Messico (1-0) e pareggiato contro il Giappone (2-2). In semifinale la nazionale guidata da Parreira sconfisse la Germania padrona di casa (3-2) e in finale, al Waldstadion di Francoforte sul Meno,, ritrovò l'Argentina e la batté per 4-1, vincendo del trofeo per la seconda volta.
Ottenuta senza patemi la qualificazione al mondiale tedesco, la formazione brasiliana si presentò alla competizione con i favori del pronostico, sia per i recenti risultati agonistici sia per il notevole tasso tecnico della rosa: il reparto offensivo composto da Adriano, Ronaldo, Kakà e Ronaldinho venne ribattezzato "quadrato magico" e Parreira vi costruì attorno la squadra secondo il modulo 4-2-2-2. Ronaldo aveva, tuttavia, patito un infortunio che lo aveva tenuto lontano dai campi di gioco per due mesi ed era ingrassato di alcuni chili, non risultando più rapido come un tempo. La vittoria all'esordio contro la Croazia (1-0) non placò le critiche della stampa brasiliana nei confronti del Fenomeno, preso di mira per la sua lentezza, dovuta anche alle vesciche ai piedi provocategli dagli scarpini e alla febbre. Neanche la seconda vittoria ottenuta contro l'Australia (2-0) mise a tacere le critiche, che si concentrarono sulla difficoltà della squadra di creare gioco e occasioni da gol. Nel terzo incontro, contro il Giappone, Parreira attuò una serie di correttivi alla formazione titolare, dando spazio a giovani come Robinho e Cicinho e prediligendo un maggiore equilibrio tattico: i cambiamenti diedero i frutti sperati e il Giappone fu sconfitto per 4-1: con la doppietta contro i nipponici Ronaldo, che parve aver ritrovato la forma, eguagliò il record di marcature nelle fasi finali del campionato del mondo appartenente al tedesco Gerd Müller, portandosi a quota 14 gol in 17 incontri. L'affermazione contro gli asiatici consentì ai brasiliani di vincere il raggruppamento a punteggio pieno e di trovare agli ottavi di finale il Ghana, che venne sconfitto per 3-0, con Ronaldo che andando a segno batté il record di Müller. Ai quarti di finale l'undici di Parreira incontrò la Francia, contro cui Parreira abbandonò il "quartetto magico" optando per uno schieramento più equilibrato, ma un gol di Henry nella ripresa spense i sogni di gloria dei verde-oro, arrivati al tiro una sola volta (con Ronaldo) nei secondi quarantacinque minuti di gioco.

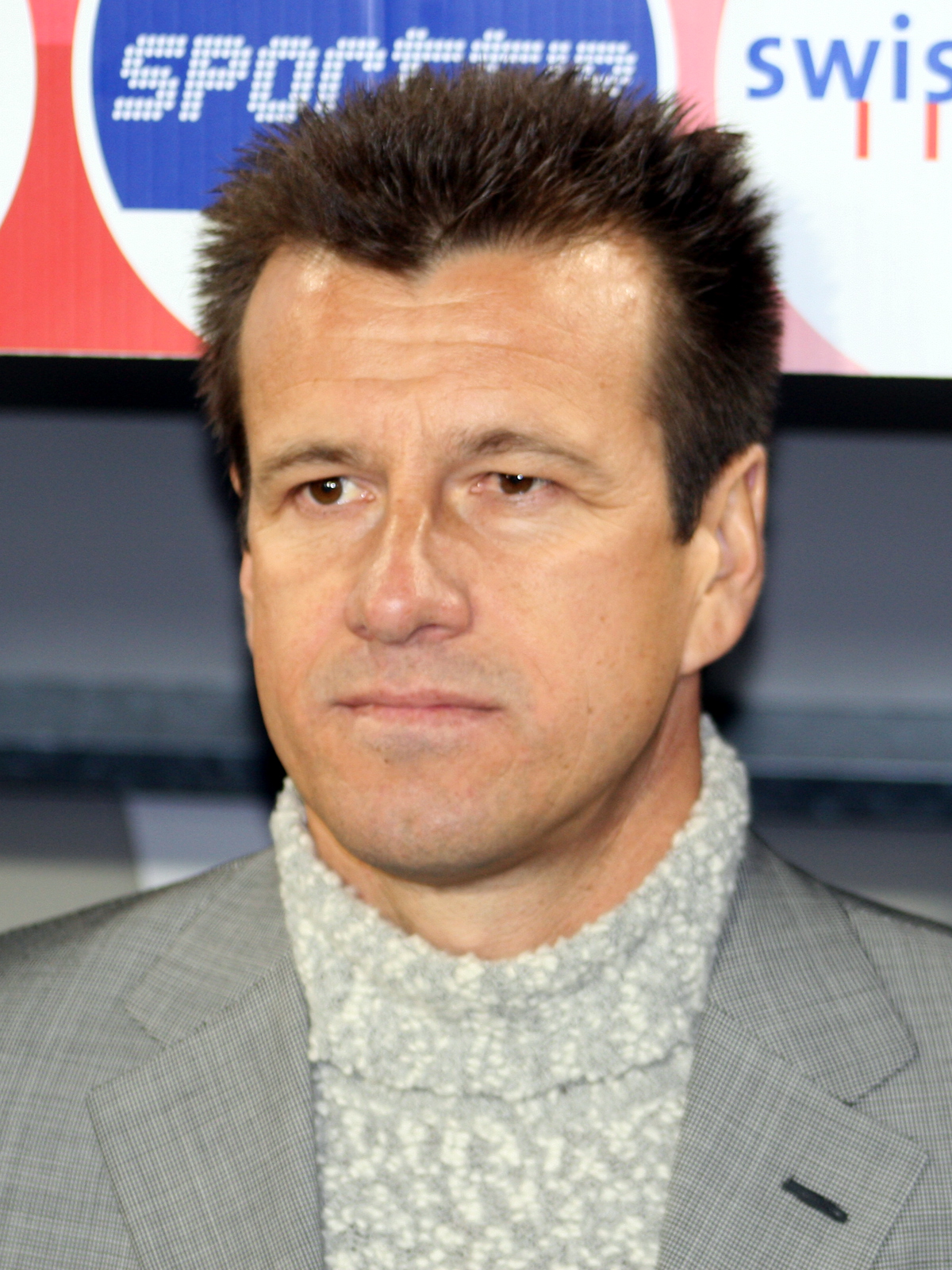
Dunga, capitano del Brasile e successivamente commissario tecnico dal 2006 al 2010 e dal 2014 al 2016.

La mancata vittoria in Germania causò cambio in panchina, con l'ex capitano Dunga che rimpiazzò Parreira il 24 luglio 2006. Il nuovo tecnico esordì il 16 agosto pareggiando contro la Norvegia a Oslo e il 3 settembre batté per 3-0 l'Argentina all'Emirates Stadium di Londra, poi ottenne altre vittorie in amichevole, contro Galles, Al Kuwait Kaifan, Ecuador e Svizzera. Dunga preferì Luís Fabiano a Ronaldo e portò in nazionale non solo le stelle acclamate delle grandi squadre europee, ma anche calciatori che, come Vágner Love, Dudu Cearense ed Elano, militavano nei campionati russo e ucraino. Subita la prima sconfitta il 6 febbraio 2007 in amichevole contro il Portogallo di Scolari, il Brasile di Dunga fu poi impegnato nella Coppa America 2007 in Venezuela. La nazionale carioca perse sorprendentemente contro il Messico all'esordio (2-0), ma batté poi Cile (3-0) ed Ecuador (1-0), qualificandosi ai quarti di finale, dove sconfisse nuovamente il Cile (6-1), per poi eliminare in semifinale l'Uruguay ai rigori (5-4 dopo il 2-2 dei tempi supplementari). In finale l'avversaria fu ancora una volta l'Argentina, favorita alla vigilia per aver vinto tutte le partite precedenti l'atto conclusivo della manifestazione. A prevalere (3-0) fu nuovamente il Brasile, capace di sconfiggere gli argentini in una finale per la terza volta in tre anni. Robinho fu nominato miglior giocatore del torneo, oltre ad aver vinto il titolo di capocannoniere.
Ben avviata nelle eliminatorie CONMEBOL del campionato del mondo del 2010, la squadra rimpinguò ulteriormente la propria bacheca con la vittoria della Confederations Cup 2009. Spinta dai gol di Luís Fabiano, la squadra vinse a punteggio pieno il girone grazie ai successi contro Egitto (4-3), Stati Uniti (3-0) e Italia (3-0), poi eliminò il Sudafrica padrone di casa in semifinale (1-0) e ancora gli Stati Uniti in finale, dopo una rimonta dallo 0-2 al 3-2 che consentì ai verde-oro di iscrivere il loro nome per la quarta volta nell'albo d'oro del torneo.
Il successo nella manifestazione non conobbe tuttavia seguito l'anno dopo, quando i brasiliani presero parte al campionato del mondo 2010 in Sudafrica. Dopo una stentata vittoria contro la Corea del Nord all'esordio (2-1), l'affermazione con la Costa d'Avorio (3-1) e il pareggio con il Portogallo (0-0) assicurarono il primato nel girone. I verde-oro non trovarono ostacoli nel battere agli ottavi di finale il Cile, ma ai quarti dovettero arrendersi ai Paesi Bassi con il risultato di 1-2: le principali colpe della sconfitta vennero indirizzate verso Felipe Melo, che, dopo aver siglato la rete del vantaggio, provocò il pari degli olandesi con un fallo da cui scaturì un calcio di punizione e si fece poi espellere.
L'eliminazione dal campionato del mondo causò l'esonero di Dunga e l'arrivo in panchina di Mano Menezes, in carica dal luglio 2010. Il nuovo ct rinunciò progressivamente alle colonne portanti del recente passato per favorire l'inserimento di nuovi volti come Hernanes, Coutinho e Neymar. Nella Coppa America 2011 i brasiliani, presentatisi ai nastri di partenza da campioni uscenti (avendo vinto le ultime 2 edizioni del torneo), destarono un'impressione sostanzialmente negativa. Superato il girone di prima fase grazie a due pareggi (0-0 contro il Venezuela e 2-2 contro il Paraguay) e una vittoria (4-2 contro l'Ecuador), ai quarti di finale pareggiarono per 0-0 contro il Paraguay (dopo i tempi supplementari) e furono poi eliminati ai tiri di rigore, fallendo clamorosamente tutti e quattro i tentativi di realizzazione effettuati dal dischetto. La compagine di Menezes si aggiudicò tuttavia l'argento olimpico a Londra 2012, ma ciò non bastò a scongiurare l'esonero dell'allenatore, silurato dalla federazione brasiliana nel novembre 2012 dopo due anni giudicati "insufficienti".

### Lo Scolari bis e l'amaro mondiale casalingo (2012-2014)

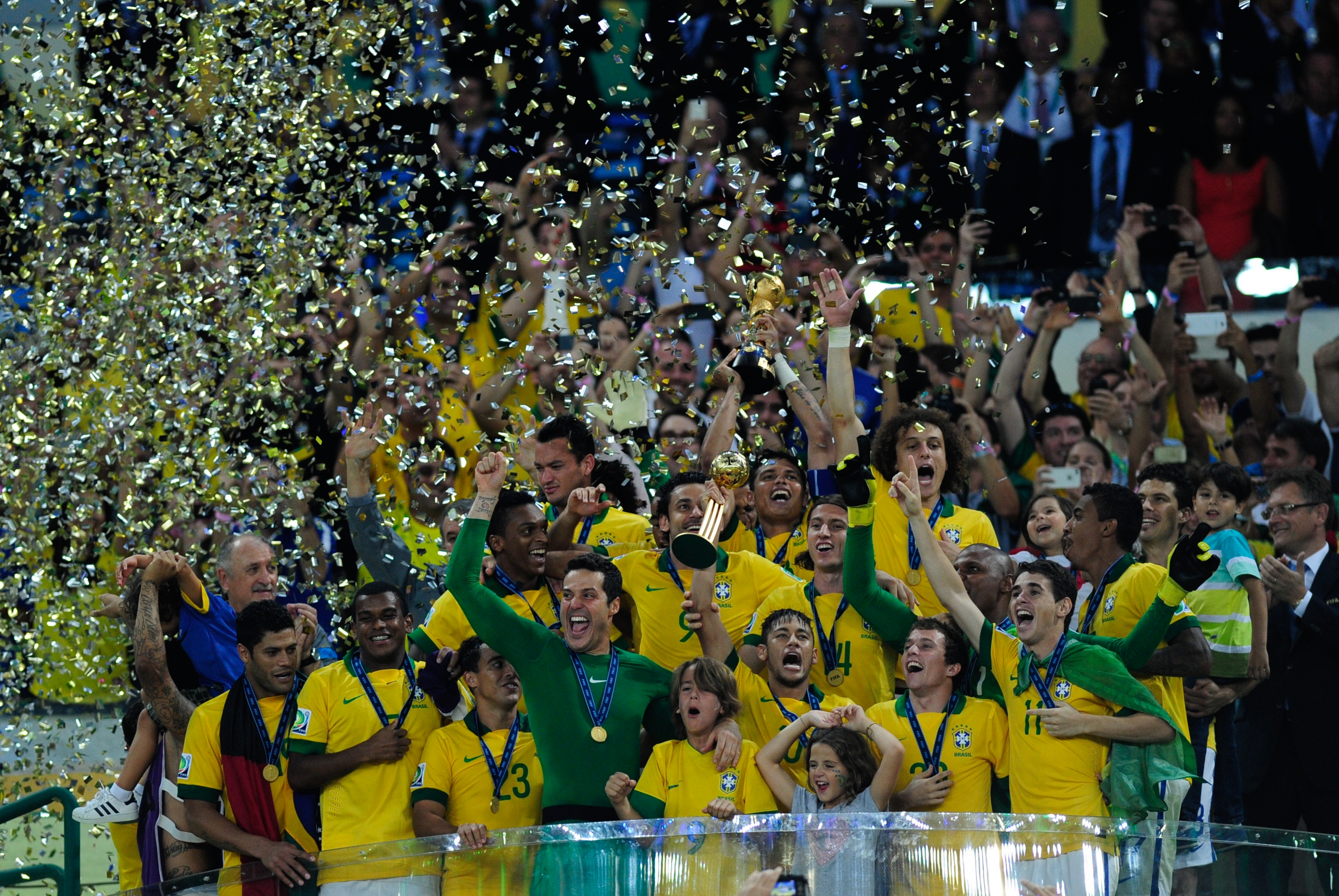
La selezione brasiliana solleva il trofeo della FIFA Confederations Cup 2013

Dopo l'allontanamento di Menezes, in panchina tornarono due grandi nomi del passato: Scolari fu affiancato da Parreira in veste di secondo.
Il 30 giugno 2013 la nazionale aggiunse al suo palmarès un'altra Confederations Cup. Guidati dal nuovo talento Neymar, i brasiliani misero in bacheca la terza Coppa delle Confederazioni consecutiva nonché la quarta complessiva. A decidere l'assegnazione della coppa fu il 3-0 alla Spagna campione del mondo in carica nell'atto conclusivo, dopo che nei precedenti incontri i verdeoro avevano segnato ben undici reti (3-0 al Giappone, 2-0 al Messico e 4-2 all'Italia nella fase a gironi, 2-1 all'Uruguay in semifinale).
Al mondiale casalingo del 2014 nella partita inaugurale il Brasile affrontò la Croazia. I croati passarono per primi in vantaggio grazie a un autogol di Marcelo, quindi subirono la rimonta brasiliana con la doppietta di Neymar e gol di Oscar, che sancirono la vittoria della Seleção per 3-1. La partita fu però viziata da errori arbitrali, come nel caso del secondo gol: l'arbitro giapponese Yūichi Nishimura assegnò un calcio di rigore inesistente per il Brasile, trasformato poi da Neymar. Nel secondo turno il Brasile pareggiò contro il Messico con il risultato di 0-0 e nel turno conclusivo sconfisse il Camerun per 4-1, assicurandosi il primo posto nel girone. Negli ottavi di finale il Brasile batté il Cile 4-3 ai tiri di rigore grazie all'errore decisivo di Gonzalo Jara, dopo che i tempi regolamentari si erano chiusi sull'1-1, frutto delle reti di David Luiz per i brasiliani e di Alexis Sánchez per i cileni. I cileni colpirono anche un clamoroso legno con Mauricio Pinilla allo scadere dei supplementari. I verde-oro si qualificarono così per i quarti di finale, dove piegarono la Colombia con il punteggio di 2-1 grazie ai gol dei due difensori centrali Thiago Silva e David Luiz, ma persero per infortunio la stella Neymar.

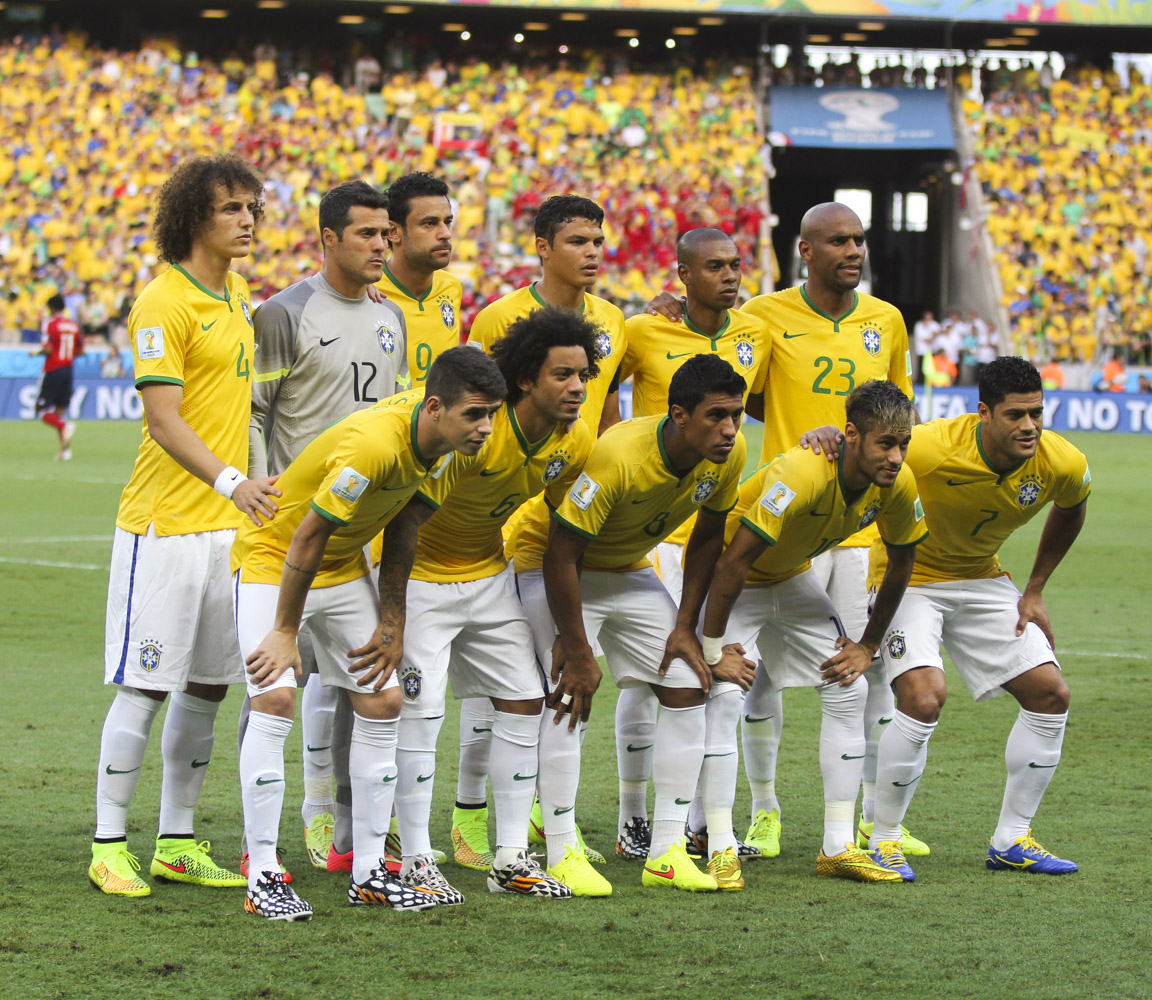
Una formazione della Seleção al, organizzato in Brasile

L'8 luglio, al Mineirão di Belo Horizonte, i brasiliani da padroni di casa tornarono a disputare una semifinale di un mondiale dopo 12 anni, contro la Germania, in una riedizione della finale del mondiale 2002 in Corea del Sud e Giappone. La partita assunse subito una piega del tutto inattesa e impronosticabile: alla mezz'ora del primo tempo, infatti, i tedeschi erano già in vantaggio per 5-0 nei confronti della Seleçao, grazie alle reti di Müller, Klose e Khedira e alla doppietta di Kroos; ad aggiungersi al vero e proprio dramma sportivo per i verde-oro di Felipe Scolari, nel secondo tempo subirono altre due reti ad opera di Schürrle, e a nulla servì il gol del definitivo 1-7, messo a segno da Oscar a pochi minuti dal termine. I brasiliani avevano già perso con sei gol di scarto contro l'Uruguay nel 1920, ma mai prima d'allora avevano subìto sette reti; la Germania guadagnò invece l'ottava finale mondiale della propria storia. Data la drammaticità delle circostanze, assai simili a quelle del celeberrimo Maracanaço, ben presto i media iniziarono a definire la clamorosa débacle Mineirazo, prendendo spunto dal nome dello stadio di Belo Horizonte.
Il 12 luglio, a Brasilia, i verde-oro furono sconfitti per 3-0 dai Paesi Bassi, nella finale per il terzo posto, chiudendo il mondiale fuori dal podio, al quarto posto, e con il record negativo di 14 reti subite (un passivo mai incassato prima d'allora dal Brasile in una fase finale mondiale). Il 14 luglio 2014, il giorno dopo il termine del campionato del mondo casalingo e dopo aver subito un'ulteriore onta contro i Paesi Bassi, Scolari si dimise ufficialmente dalla carica di allenatore della Seleçao.

### Il Dunga bis (2014-2016) e l'era Tite (2016-2022)

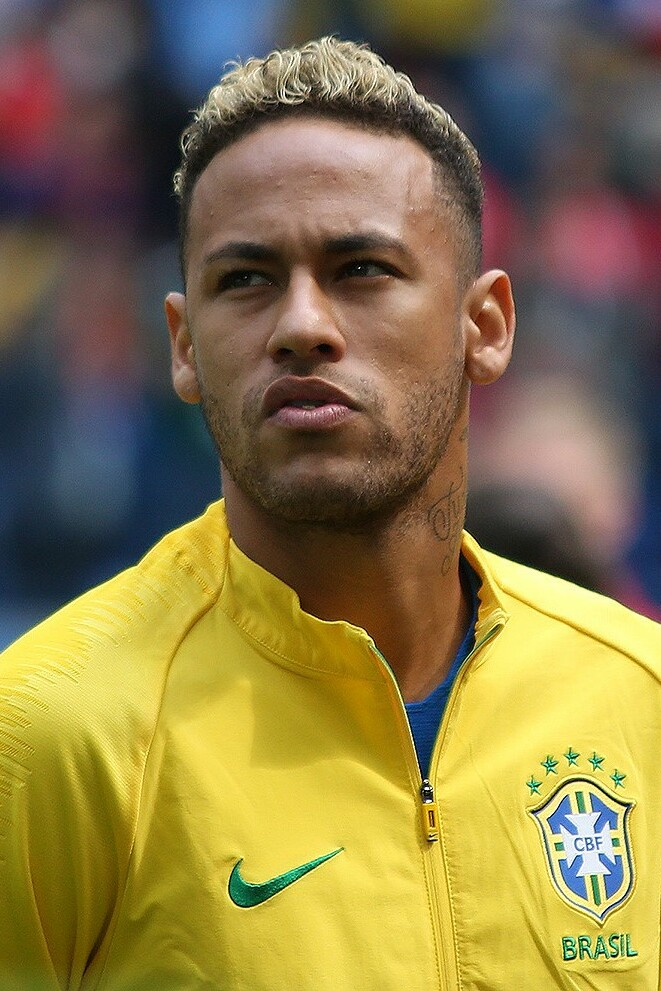
Neymar, primatista di reti con la nazionale brasiliana a pari merito con Pelé

Dopo le dimissioni di Scolari, il 22 luglio 2014 fu ufficializzato il ritorno in panchina di Carlos Dunga, che aveva già guidato la nazionale dal luglio 2006 al luglio 2010.
Dunga iniziò il suo secondo periodo come CT della nazionale verdeoro con 11 vittorie consecutive, tra cui due successi in gare amichevoli contro Argentina (2-0) e Francia (3-1). In vista della Coppa America 2015, in programma in Cile, Dunga decise di non convocare Oscar, Kaká e Ganso. Il Brasile esordì battendo in rimonta il Perù (2-1), poi fu battuto per 1-0 dalla Colombia e perse la sua stella Neymar, espulso e squalificato per quattro turni. Nella terza partita del girone superò per 2-1 il Venezuela e si qualificò come primo classificato nel girone. Ai quarti di finale la formazione di Dunga perse ai tiri di rigore contro il Paraguay, proprio come avvenuto quattro anni prima, sempre in Coppa America.
I verdeoro delusero anche nella Coppa America del Centenario, nel 2016. Dunga dovette fare a meno di Kakà per infortunio e decise - non senza polemiche - di rinunciare a Neymar, impegnato nell'agosto seguente come fuoriquota nei Giochi Olimpici di Rio de Janeiro, oltre che a Thiago Silva, David Luiz, Marcelo e Alex Sandro. Al pareggio per 0-0 contro l'Ecuador fece seguito la netta vittoria contro Haiti (7-1). Nella terza partita, quando un pari sarebbe stato sufficiente a garantire ai brasiliani il primo posto nel girone, la nazionale di Dunga perse contro il Perù e fu eliminata nella prima fase, evento che non si verificava dal 1987. Anche a causa dell'avvio considerato insoddisfacente nelle qualificazioni al mondiale 2018 (due vittorie, tre pareggi, una sconfitta) Dunga fu sollevato dall'incarico di CT.
Il 21 giugno 2016 la federcalcio brasiliana nominò nuovo CT della nazionale Tite.
Sotto la guida del nuovo CT il Brasile cambiò marcia e inanellò ben otto vittorie consecutive nelle qualificazioni a Russia 2018, issandosi al primo posto del girone della CONMEBOL e diventando la prima nazionale, dopo quella della Russia paese ospitante, ad ottenere la qualificazione per la fase finale. La Seleçao esordì in Russia pareggiando per 1-1 contro la Svizzera, poi batté per 2-0 la Costa Rica nella seconda giornata, grazie a due gol nei minuti conclusivi della partita, e infine la Serbia per 2-0, concludendo il girone al primo posto. Sconfitto il Messico (2-0) negli ottavi di finale, fu tuttavia eliminato ai quarti di finale dal Belgio, vittorioso per 2-1. 

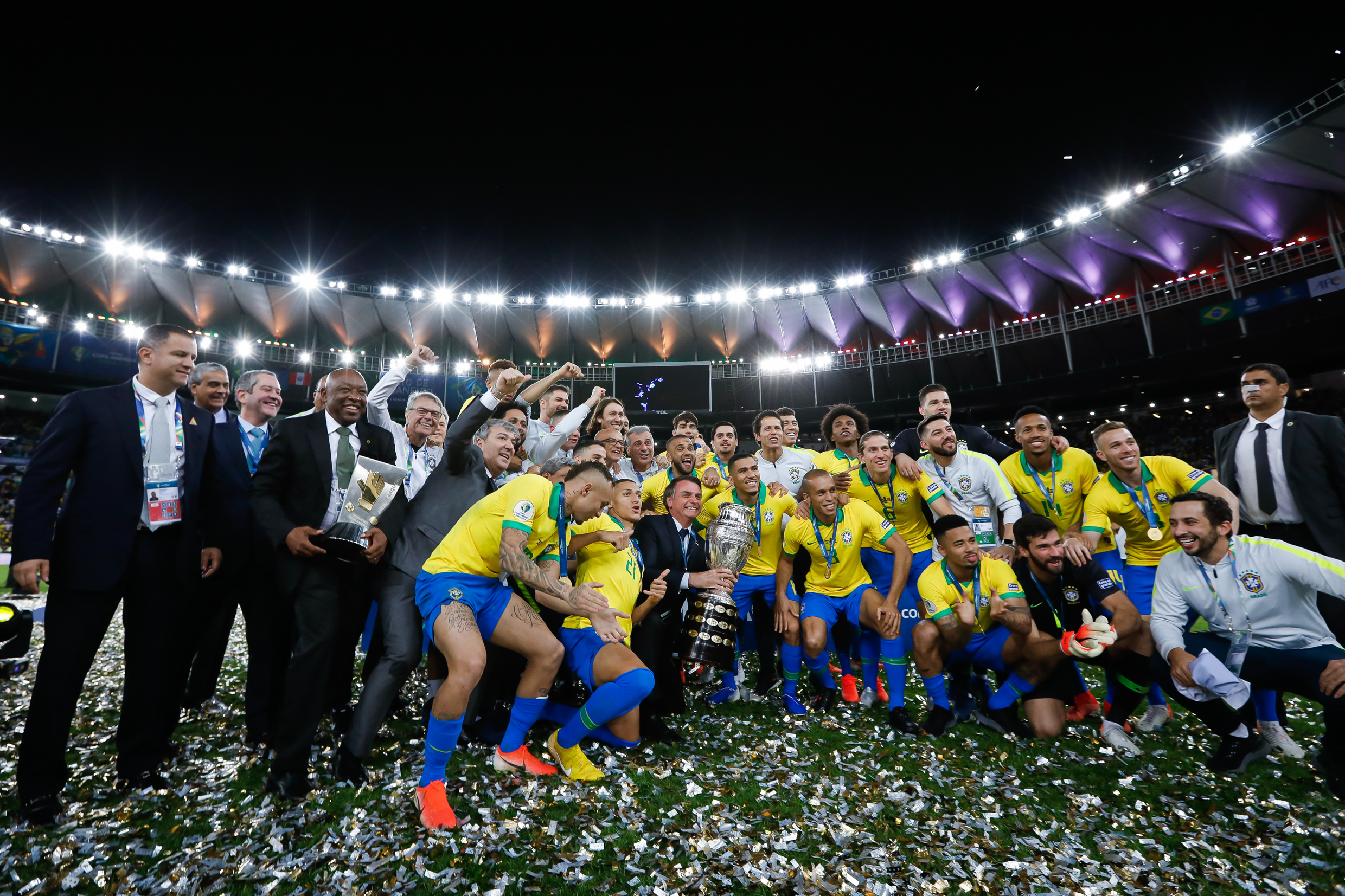
La Seleção festeggia il successo nella Copa América 2019, organizzata in Brasile

Nella Coppa America 2019 il Brasile, padrone di casa, dovette rinunciare alla stella Neymar, infortunatasi in un'amichevole pochi giorni prima dell'inizio del torneo. La squadra partì bene, battendo, nella gara d'esordio, la Bolivia per 3-0, poi fu bloccata sullo 0-0 dal Venezuela, ma nella terza partita sbaragliò il Perù con il punteggio di 5-0, approdando ai quarti di finale come prima nel girone. Eliminato il Paraguay solo ai tiri di rigore (4-3 dopo lo 0-0 dei 90 minuti), la nazionale verdeoro ebbe la meglio sull'Argentina per 2-0 nell'attesa semifinale, guadagnando così la finale contro la sorpresa Perù, già battuta nel girone. Al Maracanã i brasiliani si imposero per 3-1 e si aggiudicarono il trofeo per la nona volta, a dodici anni dall'ultimo successo nella competizione. I brasiliani raggiunsero la finale anche nella Coppa America 2021, nuovamente disputata in casa e tenutasi con un anno di ritardo a causa della pandemia di COVID-19. Vinto il girone di prima fase con 3 successi (3-0 con il Venezuela, 4-0 con il Perù e 2-1 con la Colombia) e un pari (1-1 con l'Ecuador), eliminarono il Cile ai quarti di finale (1-0) e il Perù in semifinale (1-0), per poi venire sconfitti dall'Argentina (0-1) nell'atto conclusivo, svoltosi al Maracanã.
Nelle qualificazioni sudamericane al campionato del mondo 2022 il Brasile ottenne il punteggio record di 45 punti, chiudendo al primo posto con 14 vittorie e 3 pareggi e accedendo alla rassegna qatariota con cinque giornate di anticipo rispetto alla fine delle eliminatorie. Annoverata tra le squadre che godevano dei favori del pronostico, in Qatar la Seleçao batté Serbia (2-0) e Svizzera (1-0), qualificandosi al turno successivo prima dell'ininfluente sconfitta contro il Camerun, che non impedì la vittoria del girone di prima fase. Eliminata facilmente la Corea del Sud (4-1) agli ottavi di finale, i verde-oro abbandonarono la competizione ancora una volta ai quarti di finale, sconfitti per 4-2 ai tiri di rigore dalla Croazia (1-1 dopo i tempi supplementari). 
L'estromissione dal torneo causò le dimissioni del CT Tite. Nel febbraio 2023 la panchina fu affidata ad interim a Ramon Menezes, reduce dalla vittoria del campionato sudamericano alla guida dell'nazionale Under-20. Egli debuttò un mese dopo nell'amichevole contro il Marocco, persa a Tangeri per 2-1. Nel luglio seguente la panchina passò ad interim a Fernando Diniz, che mantenne contestualmente l'incarico di allenatore della Fluminense, Nel gennaio 2024 fu Dorival Júnior a prendere le redini del Brasile, che fu eliminato ai quarti di finale della Coppa America 2024. Nel maggio 2025 la panchina della nazionale verdeoro è stata affidata all'italiano Carlo Ancelotti.